# Hà Trần

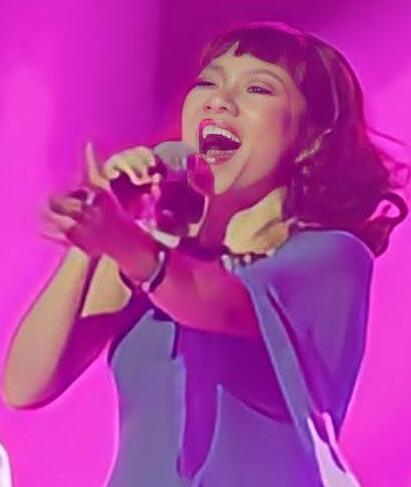

Hà Trần (geboren als Trần Thu Hà; * 26. August 1977 in Hanoi) ist eine vietnamesische Sängerin.

## Leben
Hà Trần entstammt einer Musikerfamilie. Ihr Vater ist der Sänger und Gesangspädagoge Trần Hiếu, ihre Mutter Vũ Thúy Huyền die Leiterin der Abteilung Vokalmusik des Konservatoriums von Hanoi. Auch ihr Onkel Trần Tiến ist Musiker und ihr Cousin Trần Thanh Phương Pianist und Musikproduzent. Bis zum Jahr 2000 wurde sie am Konservatorium Hanoi nach den klassischen Gesangsstandards ausgebildet.
Zu Beginn ihrer Laufbahn sang Hà Trần lyrische Musik, Balladen und Filmmusik von Komponisten wie Dương Thụ, Bảo Chấn, Trần Tiến und Ngọc Châu. Ihr Debütalbum Đánh thức tầm xuân (Frühlingserwachen, 1998, mit Bằng Kiều) war eines der meistverkauften Alben des Jahres in Vietnam. Auch ihr erstes Studioalbum Em về tinh khôi hatte große Resonanz. Mit dem Album Nhật thực (Eclipse, 2002) wandte sie sich dem Indie-Pop zu. Das mit Ngọc Đại, Đỗ Bảo und Vy Thùy Linh aufgenommene Album wurde zum kulturellen Ereignis des Jahres gewählt.
Bereits in den frühen 1990er Jahren erhielt Hà Trần mehrere Nachwuchspreise. 1996 erhielt sie den Preis für Sänger des vietnamesischen Musikerverbandes. Von 1998 bis 2001 war sie unter den zehn Erstplatzierten der Grünen Welle (Làn sóng xanh), der populärsten Musikcharts Vietnams.

## Diskographie
- Ban Nguyen, 2016
- Bong Toi Jazz, 2015
- Tinh Ca Qua Ky Vol. 2, 2014
- Canh Cung 3, 2013
- Tran Tien, 2008
- Tinh Ca Qua Ky Vol. 1, 2007
- Doi Thoai 06, 2006
- Ha Tran 98-03, 2005
- Ha Tran/Thanh Lam, 2004
- Nhat Thuc (Eclipse), 2002
- Tu Hoa, 2000
- Bai Tinh Cho Giai Nhan (Songs for Beauty), 2000
- Em Ve Tinh Khoi, 1999
- Danh Thuc Tam Xuan (Briar Rose), 1998